# Le Perroquet du fils Hoquet
 (juillet 2012).
Si vous disposez d'ouvrages ou d'articles de référence ou si vous connaissez des sites web de qualité traitant du thème abordé ici, merci de compléter l'article en donnant les références utiles à sa vérifiabilité et en les liant à la section « Notes et références ».
Le Perroquet du fils Hoquet est un téléfilm français réalisé par Pierre Prévert et produit par la RTF, diffusé en 1963.

## Fiche technique
- Titre : Le Perroquet du fils Hoquet
- Réalisation et scénario : Pierre Prévert
- Production : RTF
- Photo : Sacha Vierny
- Musique : Louis Bessières
- Décor : Michel Janiaud
- Costumes : Anne-Marie Marchand

## Distribution
- Isaac Alvarez : Billy Max
- Jacques Ferrière : Le fils Hoquet
- Sabine Lods : Paulette
- Jane Marken : La mère Hoquet
- Olivier Hussenot : Le patron
- Tsilla Chelton : Marie
- Paulette Frantz : La Mère
- Lucien Raimbourg : Le Premier homme
- Charles Lavialle : Le Deuxième homme
- Marcel Pérès : Ernest
- Christian Lude : Le Directeur d'école
- Albert Fauvel : Le Chef de la station des cars
- Jean Sylvain : Un Client
- Catherine Lery : Une femme
- Henri Czarniak : Un homme
- Louis Jolot : Le garçon de café